# Elecciones estatales de Guanajuato de 1979
Las Elecciones estatales de Guanajuato de 1979 tuvieron lugar el domingo 19 de agosto de 1979, simultáneamente con las elecciones federales y en ellas fueron elegidos los titulares de los siguientes cargos de elección popular del estado mexicano de Guanajuato:
- Gobernador de Guanajuato. Titular del Poder Ejecutivo del estado, electo para un periodo de seis años no reelegibles en ningún caso, el candidato electo fue Enrique Velasco Ibarra.
- 46 Ayuntamientos. Formados por un Presidente Municipal y regidores, electos para un periodo de tres años, no reelegibles de manera consecutiva.
- 36 Diputados al Congreso del Estado. Electos por mayoría relativa elegidos en cada uno de los Distritos electorales.

## Resultados electorales

### Gobernador
|  | 13.04 % |

|  | 86.96 % |

|  | 86.96 % |

|  | 86.96 % |

|  | 13.04 % |

|  | 100.00 % |